# Lê Lương Minh

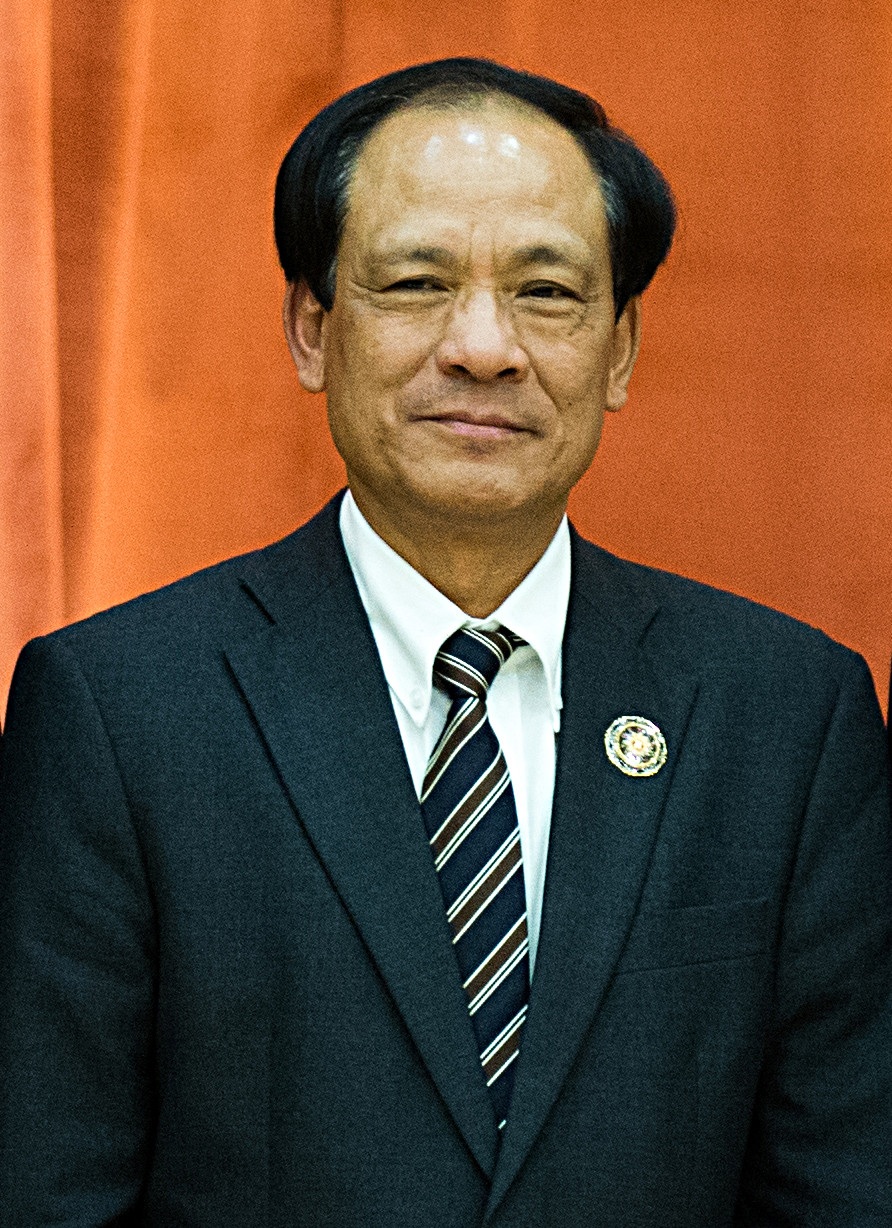
Lê Lương Minh (2013)

Lê Lương Minh (* 1. September 1952 in Thanh Hóa) ist ein vietnamesischer Politiker und Diplomat. Er ist verheiratet und hat zwei Töchter.
Seit 1975 arbeitete er im vietnamesischen Außenministerium, nachdem er am Institut für auswärtige Angelegenheit in Hanoi und an der Jawaharlal Nehru University sein Studium abgeschlossen hatte.
Seit dem 17. Februar 2004 ist er UN-Botschafter für Vietnam in New York; er bekleidete dieses Amt schon von 1995 bis 1997 für die UN-Institutionen in Genf sowie als Stellvertreter in New York City von 1997 bis 1999. Vom 7. Januar 2013 bis 31. Dezember 2017 war er Generalsekretär der ASEAN.